# My Stealthy Freedom

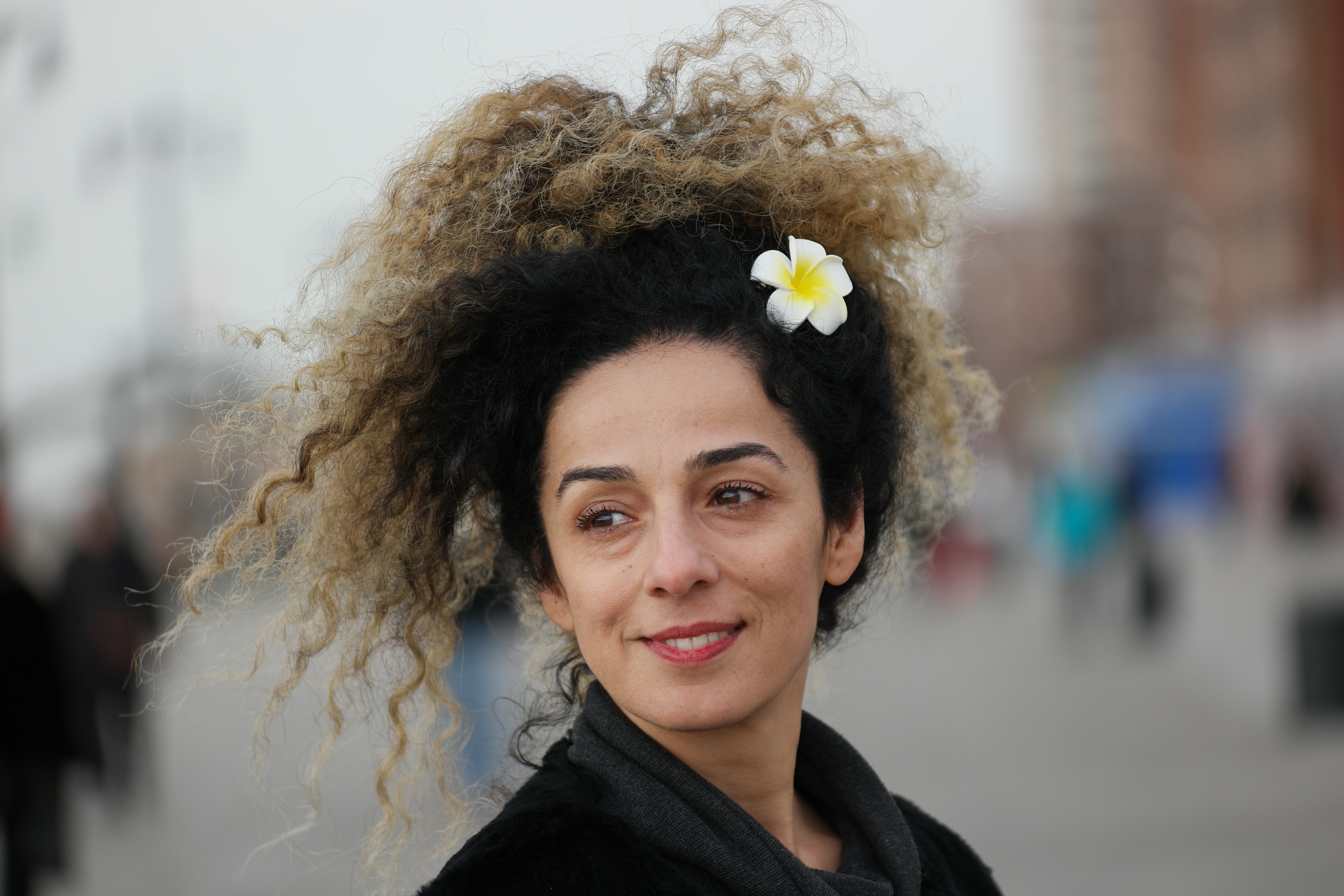
Masih Alinejad. Mars 2018.

My Stealthy Freedom (en français : Ma liberté furtive) est un mouvement sur la toile qui a été fondé en mai 2014 par Masih Alinejad, journaliste d'origine iranienne vivant aujourd'hui à Londres,. Alinejad a publié sur le réseau social Facebook une photo de soi-même sans Hijab, ceci est vu comme l'élément déclencheur. Sur cette page Facebook les femmes iraniennes peuvent publier des photos d'elles-mêmes sans voile ce qui est punissable en leur pays.
Il ne s'agit pas d'une guerre contre le Hijab, explique Masih Alinejad : « L'Iran est pour ma mère et moi. Ma mère veut porter un voile. Je ne veux pas porter de voile. L'Iran devrait être là pour nous deux. »
En 2015 le « Geneva Summit for Human Rights and Democracy » lui a décerné le « Women's Rights Award » pour son intervention dans le combat des femmes iraniennes pour les droits humains essentiels, la liberté et l’égalité entre homme et femme.